# 瓦倫伯河
46°38′00″N 10°01′03″E / 46.63320°N 10.01746°E

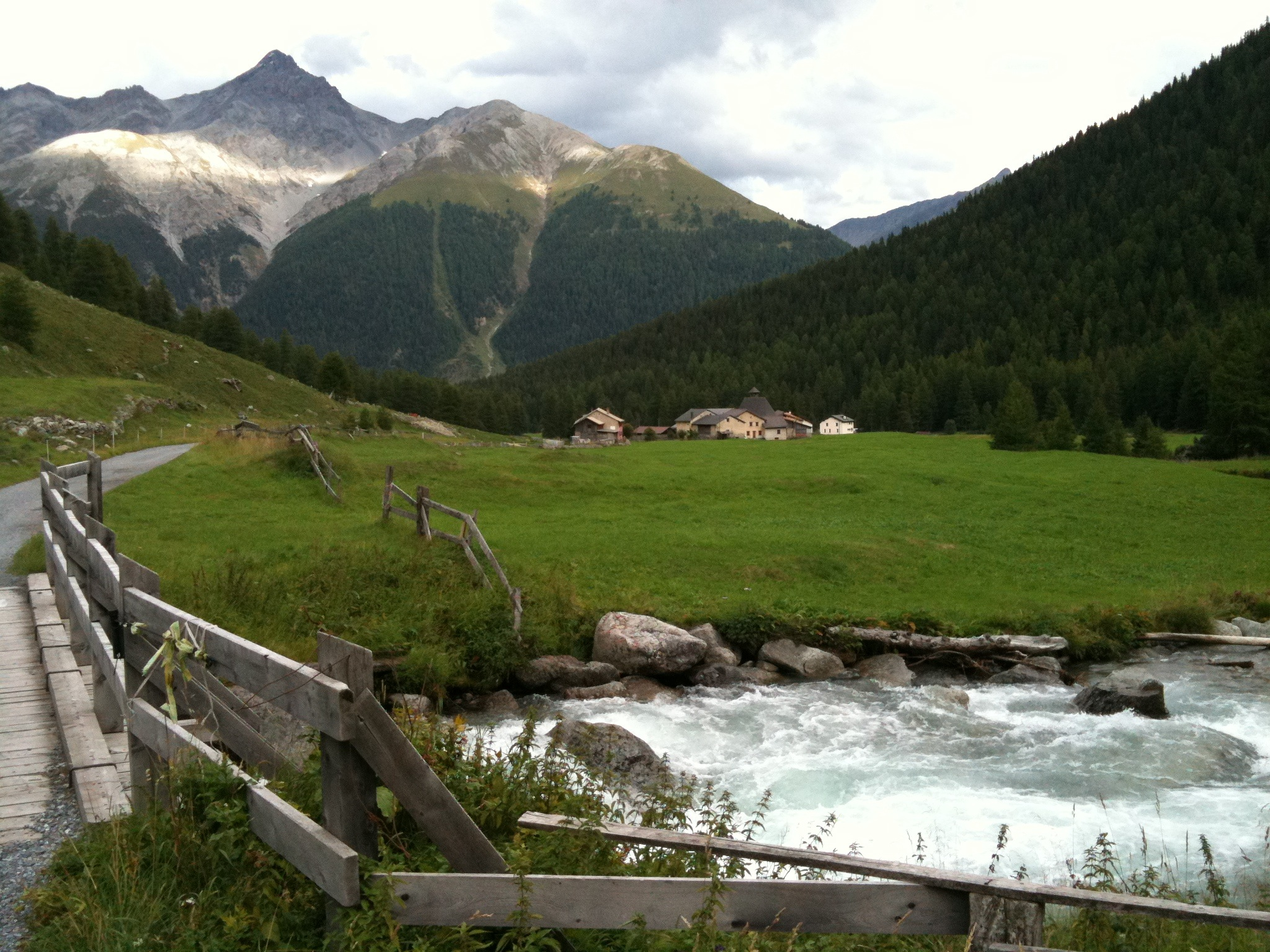

瓦倫伯河是瑞士的河流，位於該國東南部，流經格勞賓登州，屬於因河的左支流，河道全長13公里，流域面積57平方公里，發源自斯卡萊塔山。